# Prima era costituzionale
La Prima era costituzionale (in turco Birinci Meşrutiyet Dönemi) dell'Impero Ottomano fu il periodo della monarchia costituzionale a partire dalla promulgazione della Costituzione ottomana del 1876 (Kanûn-ı Esâsî, che significa Legge fondamentale in turco ottomano, scritta da membri dei Giovani ottomani) che ebbe inizio il 23 dicembre 1876 e durò fino al 14 Febbraio 1878. Questi giovani ottomani erano insoddisfatti dal Tanzimat e spinsero invece per un governo costituzionale simile a quelli in Europa. Il periodo costituzionale iniziò con la detronizzazione del sultano Abdul Aziz, il cui posto fu preso da Abdul Hamid II. L'era si concluse con la sospensione del Parlamento ottomano e la costituzione del sultano Abdul Hamid II, con il quale ripristinò, sotto di sé, la monarchia assoluta.

## Istituzione
La prima era costituzionale non includeva alcun sistema partitico. A quel tempo, il Parlamento ottomano (noto come Assemblea generale dell'Impero Ottomano) era visto come la voce del popolo ma non come sede per la formazione di partiti politici e organizzazioni.
Le elezioni per il Parlamento si svolsero secondo il regolamento elettorale provvisorio. Il Parlamento ottomano era composto in due parti. La camera bassa al pari di una Camera dei deputati mentre la camera alta era il Senato. La selezione iniziale dei deputati veniva effettuata dai consigli amministrativi delle province (chiamati anche "Meclis-i Umumi").

Dopo l'istituzione dell'Assemblea Generale nelle province, i membri selezionavano i deputati all'interno dell'assemblea per formare la Camera dei Deputati nella capitale. La Camera aveva 115 membri e rifletteva la distribuzione dei millet dell'impero. Nelle seconde elezioni vi erano 69 rappresentanti del millet musulmano e 46 rappresentanti di altri millet (ebrei, fanarioti, armeni).

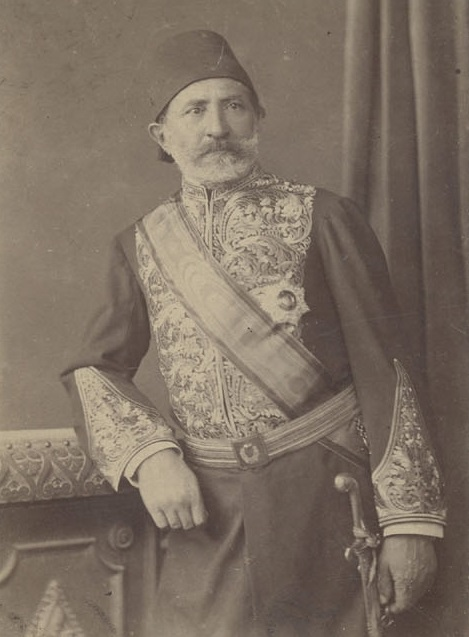
Vaso Pasha, membro del primo parlamento ottomano.

Il secondo organo era il Senato i cui membri erano selezionati dal Sultano. Il Senato aveva solo 26 membri e fu istituito per sostituire la Sublime porta con il Gran Visir che diventava il presidente del Senato.

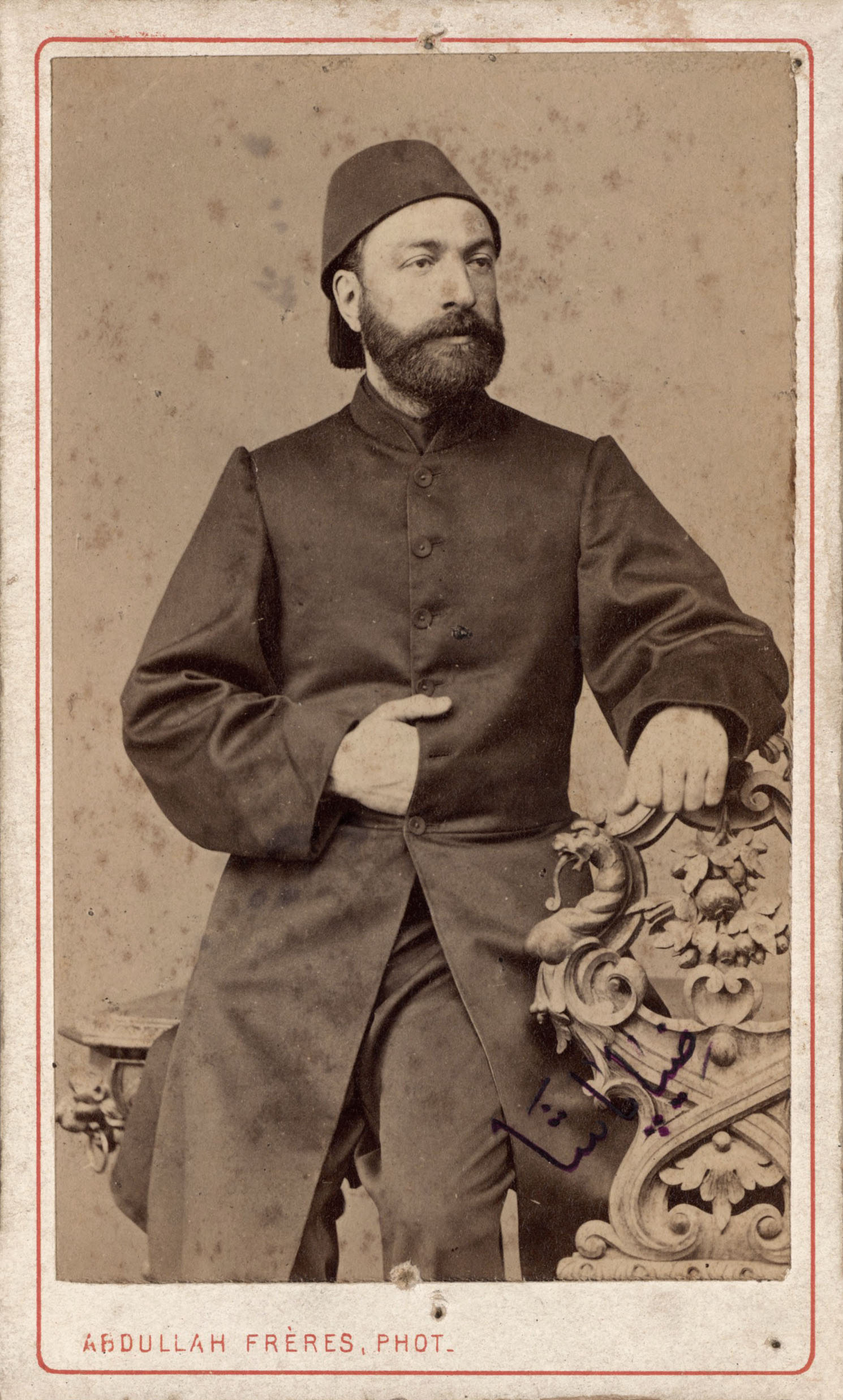
Ziya Pasha, membro del primo parlamento ottomano.

Le due elezioni si svolsero tra il 1877 e il 1878.

## Primo mandato, 1877
Le reazioni dei membri all'imminente guerra furono molto forti e il sultano Abdul Hamid II chiese nuove elezioni citando la guerra russo-turca (1877-1878).

## Secondo mandato, 1878
La seconda legislatura durò pochi giorni, poiché in seguito ai primi discorsi dei membri dei vilayet balcanici, Abdul Hamid II chiuse il parlamento, citando disordini sociali.

## Personalità preminenti
- Mehmed Rushdi Pasha
- Ahmed Vefik Pasha
- Hüseyin Avni Pascià
- Mithat Pascià
- Suleiman Pasha